# Budowanie narodu
Budowanie narodu lub kształtowanie narodu (ang. nation-building) – tworzenie lub strukturyzowanie tożsamości narodowej za pomocą interwencji państwowej. Pojęcie to ma węższe znaczenie niż „tworzenie narodu” – naturalny proces powstawania narodów. Celem budowania narodu jest unifikacja ludności w granicach kraju, aby pozostał on politycznie stabilny i zdolny do funkcjonowania w dłuższej perspektywie.

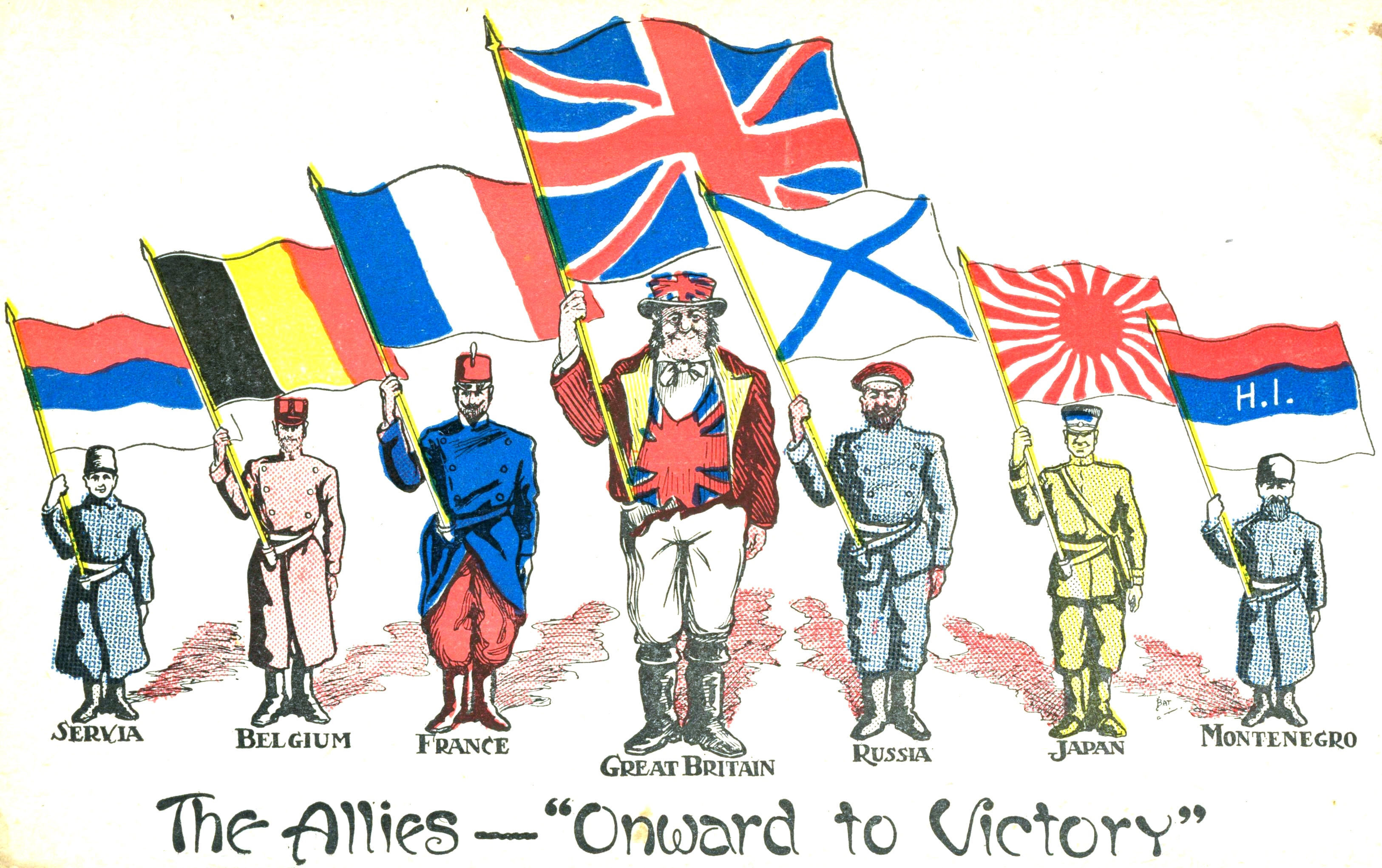
Pocztówka z 1916 roku przedstawiająca narodowe personifikacje niektórych sojuszników Trójporozumienia z I wojny światowej, z których każda trzyma narodową flagę

Budowniczowie narodu to przedstawiciele państwa, którzy podejmują działania na rzecz rozwoju społeczności narodowej poprzez wdrażanie programów państwowych, w tym obowiązkowej służby wojskowej i narodowego nauczania w szkołach publicznych. Budowanie narodu może obejmować wykorzystanie propagandy lub intensywny rozwój infrastruktury w celu wspierania harmonii i rozwoju gospodarczego.
Według Harrisa Mylonasa „Legitymizacja władzy w nowoczesnym państwie narodowym wiąże się z władzą ludu, z większością społeczną. Budowanie narodu to proces, za pomocą którego ta większość jest tworzona”. Według Andreasa Wimmera „trzy czynniki decydują o sukcesie budowania narodu w długoterminowej perspektywie: początkowy rozwój organizacji społeczeństwa obywatelskiego, utworzenie państwa zdolnego do równomiernego rozdziału dóbr publicznych na całym terytorium oraz pojawienie się wspólnego środowiska komunikacyjnego”.